# BMW E30
A BMW E30 széria volt az alapja az 1981-1991 között a BMW 3-as szériájának.

## Története
Az E30 volt a BMW E21 utódja 1982-ben, majd 1992-ben felváltotta a BMW E36 széria. A BMW azonban folytatta az E30 kabrió gyártását, egészen 1993-ig. Az E30 Touringot (kombi) 1994-ig gyártották, majd ezt is az E36 kombi váltotta fel. A M3 kabriót Észak-Amerikában sohasem forgalmazták, ezt a típust csak az európai piacra gyártották.
A híres BMW M3-at először az E30 szériában mutatták be. Ez a sima E30 szélesített verziója volt, az E30 elülső felfüggesztése és az E30 325i hajtásláncával voltak szerelve.
Az E30-at ötféle karosszériával gyártották: négyajtós szedán, kétajtós szedán, ötajtós kombi (Touring), kétajtós kabrió, valamint a Baur Cabrio szintén elérhető volt. A kombi modellt a limuzin után két évvel, 1984-től kezdték gyártani, miután a cég egyik mérnöke, Max Reisböck házilag összeállított egy példányt egy ismerőse garázsában. A kocsi a limuzin alkatrészeinek átrendezésével és a kupé hátsó oldalüvegeivel lett megalkotva számos egyedi alkatrész, például módosított hátsó ajtókeret mellett. A cégnél felfigyeltek Reisböck „prototípusára” és nemsokára szériában kezdték gyártani Touring néven, így ez lett a BMW első teljes értékű ötajtós kombija. A 325ix-et 1985-től 1991-ig (a Touringot 1992-ig) gyártották, ez a típus összkerék-meghajtással volt szerelve. Ez az opció elérhető volt a kétajtós (szedán) vagy a négyajtós (szedán) és az ötajtós kombihoz is. A BMW M3 lényegében a kétajtós széria kiterjedt és újratervezett, újradizájnolt variációja volt. Az M3-nak sok alkatrésze megegyezett a többi E30 modellével.
A BMW E30 elsődleges megkülönböztető jegye azokon a modelleken, amelyeket 1984-1987-között észak-amerikai piacra gyártottak, a nyújtott első/hátsó alumínium-lökhárítók voltak. Ezeket az lökhárítókat általában csak "amerikai lökhárító" néven emlegetik. 1989-ben az alumíniumütközőket lecserélték rövidebb- színre fújt-műanyag lökhárítókra.
Az európai változatok modellfrissítésére 1987 második félévében került sor. A frissített modelleket sokan csak "nagylámpás"-ként emlegetik, mivel méretben az azt megelőzőnél ("kislámpás") nagyobb hátsó lámpákat kapott. Egyéb ismertetőjegye a '87 utáni modelleknek a műanyag lökhárító (azelőtt krómozott volt), a fekete ablakkeretek, a projektoros első lámpák, illetve a már szériának számító jobb oldali visszapillantó tükör.
Az autókat 4 hengeres (BMW M10, BMW M40, BMW M42) és 6 hengeres (BMW M20 és BMW M21) motorok hajtották, benzinnel vagy gázolajjal. A leadott teljesítmény a motorokból (motortípustól függően) 90-től 230 LE-ig terjedt.
Az E30 M3-ast egy a - BMW M10 motor alapjaira épülő - 4 hengeres motorral szerelték (BMW S14), ez jóval erősebb volt, de kisebb volt a forgatónyomatéka. 0-60 mérföld/órára körülbelül 6,4 másodperc alatt gyorsult, ez nagyon jó gyorsulásnak számított abban az időben.
A híres M3 mellett voltak az E30 szériának másik különleges modelljei is. Portugáliának és Olaszországnak a magas motoradók miatt egy különleges modellt hoztak létre, ez volt a 320is. Ezt a modellt gyártották kettő- és négyajtós karosszériával is, ezekben az M3 motor egy "lebutított" verziója lapult. Ez ugyanaz az S14 motor volt, de ez 2 literes volt és "csak" 192 LE (143 kW). A BMW Dél-Afrika Motorsport csapata megalkotta 1986-ban a 333i típust, mégpedig úgy, hogy a 733i típus 3,3 literes "big six" motorját átpakolták egy kétajtós E30-ba. Ez az autó egy versenyen luxusautó kategóriában versenyzett, nagy sikerre tett szert, napjainkra a gyűjtők álma lett.